# 아르헨티나 프리메라 디비시온 2009-10

## 변경점
2009/10 시즌에선 두 국제 대회, 코파 리베르타도레스와 코파 수다메리카나에 출전하는 팀을 결정하는 방식이 바뀌었다. 코파 리베르타도레스는 이전까지 지난 세 대회의 승점을 평균하여 참가팀을 결정했으나, 코파 리베르타도레스 2010에선 직전 두 대회(클라우수라와 아페르투라)의 승점을 평균하여 참가팀을 결정하였다. 코파 수다메리카나 2010에선 리버 플레이트와 보카 주니어스가 고정적으로 초청되는 특혜를 없애고 공평하게 참가팀을 결정하도록 제도가 바뀌었다.
또한 AFA는 그동안 계속 독점적으로 프리메라 디비시온을 중계해온 TyC와의 계약을 파기하고, 재정적 위기에 처한 클럽들을 돕기 위해 케이블 TV가 아닌 공중파에게 중계권을 주었다.

## 참가팀
| 뉴얼스 올드 보이스 로사리오 센트랄 CA 투쿠만 콜론 고도이크루스 에스투디안테스 힘나시아 | 아르헨티노스 차카리타 리베르 티그레 아르세날 반필드 라누스 인데펜디엔테 라싱 우라칸 보카 벨레스 산로렌소 |

## 참고
1. ↑  “Argentine government seeking ways to help clubs” (영어). ESPN Soccernet. 2009년 8월 14일. 2012년 10월 23일에 원본 문서에서 보존된 문서. 2010년 7월 17일에 확인함.
2. ↑  “La AFA anunció que rompió el contrato con TyC” (스페인어). veintitres.com. 2009년 8월 11일. 2011년 7월 10일에 원본 문서에서 보존된 문서. 2010년 7월 17일에 확인함.